# Clyde Township (Illinois)
Die Clyde Township ist eine von 22 Townships im Whiteside County im Nordwesten des US-amerikanischen Bundesstaates Illinois. Im Jahr 2010 hatte die Clyde Township 402 Einwohner.

## Geografie
Die Clyde Township liegt im Nordwesten von Illinois, 20 km östlich des Mississippi, der die Grenze zu Iowa bildet. Die Grenze zu Wisconsin befindet sich rund 80 km nördlich.
Die Clyde Township liegt auf 41°53′38″ nördlicher Breite und 89°55′11″ westlicher Länge und erstreckt sich über 92,97 km². 
Im Südwesten der Clyde Township liegt der Morrison-Rockwood State Park mit dem Lake Carlton in dessen Zentrum.
Die Clyde Township liegt im Norden des Whiteside County und grenzt im Norden an das Carroll County. Innerhalb des Whiteside County grenzt die Clyde Township im Osten an die Genesee Township, im Südosten an die Hopkins Township, im Süden an die Mount Pleasant Township, im Südwesten an die Union Grove Township und im Westen an die Ustick Township.

## Verkehr
Durch die Clyde Township führen keine überregionalen Fernstraßen. Alle Straßen sind County Roads oder weiter untergeordnete und zum Teil unbefestigte Fahrwege.
Die nächstgelegenen größeren Flughäfen sind der rund 95 km nordöstlich der Township gelegene Chicago Rockford International Airport und der 85 km südwestlich gelegene Quad City International Airport.

## Demografische Daten
Nach der Volkszählung im Jahr 2010 lebten in der Clyde Township 402 Menschen in 170 Haushalten. Die Bevölkerungsdichte betrug 4,3 Einwohner pro Quadratkilometer. In den 170 Haushalten lebten statistisch je 2,36 Personen. 
Ethnisch betrachtet setzte sich die Bevölkerung zusammen aus 97,0 Prozent Weißen, 1,0 Prozent Asiaten sowie 0,2 Prozent (eine Person) aus anderen ethnischen Gruppen; 1,7 Prozent stammten von zwei oder mehr Ethnien ab. Unabhängig von der ethnischen Zugehörigkeit waren 1,2 Prozent der Bevölkerung spanischer oder lateinamerikanischer Abstammung. 
18,2 Prozent der Bevölkerung waren unter 18 Jahre alt, 63,6 Prozent waren zwischen 18 und 64 und 18,2 Prozent waren 65 Jahre oder älter. 50,0 Prozent der Bevölkerung war weiblich.
Das mittlere jährliche Einkommen eines Haushalts lag bei 40.476 USD. Das Pro-Kopf-Einkommen betrug 23.182 USD. 7,9 Prozent der Einwohner lebten unterhalb der Armutsgrenze.

## Orte
Neben Streubesiedlung existiert in der Clyde Township mit Malvern eine (gemeindefreie) Siedlung.